# Envelliment humà

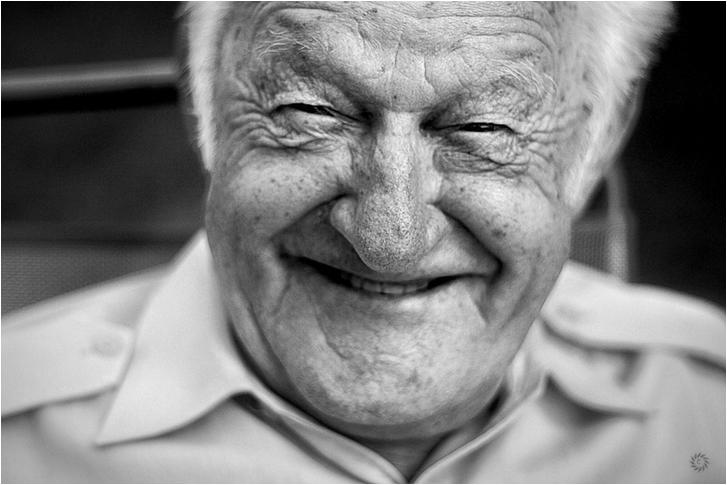
Home vell

L'envelliment o senescència és el conjunt de modificacions morfològiques i fisiològiques que apareixen a conseqüència de l'acció del temps sobre els éssers vius, que suposa una disminució de la capacitat d'adaptació en cada un dels òrgans, aparells i sistemes, així com de la capacitat de resposta als agents lesius (noxes) que incideixen en l'individu. L'envelliment dels organismes i particularment el nostre com espècie humana, ha estat motiu de preocupació des de fa anys. Desxifrar el secret de l'envelliment amb èxit depèn de comprendre els patrons i els fonaments biològics dels canvis cognitius i de comportament al llarg de l'edat adulta. Aquesta tasca és inseparable de la comprensió del funcionament del cervell.
La nostra expectativa de vida ha augmentat significativament en els darrers anys i aquest fet ha augmentat el problema dels efectes de l'envelliment. Amb l'envelliment, comença una sèrie de processos de deteriorament gradual d'òrgans i les seves funcions associades. Moltes malalties, com certs tipus de demència, malalties articulars, cardíaques i alguns tipus de càncer han estat associats al procés d'envelliment.
Per aquest motiu la recerca a nivell cel·lular d'aquest procés ha rebut especial atenció. Una de les troballes rellevants és que les cèl·lules normals estan programades per a un nombre determinat de rondes divisional. Cada cromosoma té en els seus extrems una sèrie de seqüències altament repetitives i no codificants anomenades telòmers.
A causa del mecanismes de replicació de les cèl·lules d'ADN, aquests telòmers es van escurçant amb les successives divisions. Això es veu atenuat per l'existència d'un enzim anomenat telomerasa que realitza la determinació telomèrica del procés replicatiu. Tanmateix, l'activitat de la telomerasa no és suficient i aquest escurçament progressiu dels telòmers cromosòmics, quan arriba a un cert nivell, aparentment activa mecanismes genètics que condueixen a la mort cel·lular.
Per aquesta raó s'ha associat aquest escurçament del telòmer amb el procés d'envelliment cel·lular. D'aquesta manera, la llargària dels telòmers represantaria una mena de rellotge genètic que determinaria el temps de vida de les cèl·lules.
Internacionalment, el 1984 es va admetre per conveni que vell és tota persona major de 65 anys, edat coincident amb la jubilació.

## Dades estadístiques de l'envelliment
A l'estat espanyol, l'augment de l'esperança de vida, la reducció progressiva de la mortalitat, al costat de la disminució de les taxes de fecunditat, estan provocant la inversió de les piràmides poblacionals amb els consegüents problemes socials i econòmics, el que alguns han anomenat l'hora malthusiana de la població espanyola. Aquesta alteració en la piràmide demogràfica està començant a repercutir en l'estructura del sistema sanitari.
Segons l'OMS, en el segle XX es va produir una revolució de la longevitat. L'esperança mitjana de vida en néixer ha
augmentat 20 anys des de 1950 i arriba ara a 66 anys, i es preveu que per al 2050 hagi augmentat 10 anys més. Aquest triomf demogràfic i el ràpid creixement de la població en la primera meitat del segle XXI signifiquen que el nombre de persones de més de 60 anys, que era d'uns 600 milions l'any 2000, arribarà a gairebé 2.000 milions el 2050, mentre que es projecta un increment mundial de la proporció del grup de població definit com a persones d'edat del 10% el 1998 al 15% el 2025.
Aquest augment serà més notable i ràpid en els països en desenvolupament, en els quals es preveu que la població d'edat es quadruplicarà en els propers 50 anys. A l'Àsia i Amèrica Llatina, la proporció del grup classificat com a persones d'edat augmentarà del 8% al 15% entre 1998 i 2025, mentre que a l'Àfrica es preveu que aquesta proporció augmenti només del 5% al 6% durant aquest període, i que després es dupliqui per a l'any 2050.
Una transformació demogràfica mundial d'aquest tipus té profundes conseqüències per a cada un dels aspectes de la vida individual, comunitària, nacional i internacional. Totes les facetes de la humanitat (socials, econòmiques, polítiques, culturals, psicològiques i espirituals) experimentaran una evolució.

## Característiques generals de l'envelliment humà
Encara que els caràcters externs de l'envelliment varien d'una raça a una altra, i d'una persona a una altra, es poden citar algunes característiques generals de l'envelliment humà:
- Pèrdua progressiva de la capacitat visual: Símptomes que condueixen a la presbícia, miopia, cataractes, etc.[6]
- Pèrdua de l'elasticitat muscular.[7]
- Pèrdua de l'agilitat i capacitat de reacció reflexa.[8][9]
- Degeneracions d'estructures òssies: aparició de deformacions a causa d'acromegàlia, osteoporosi, artritis reumatoide.[10]
- Aparició de demències senils: Alzheimer.[11]
- Pèrdua de la capacitat d'associació d'idees.[12]
- Distensió creixent dels teixits de sosteniment muscular per efecte de la gravetat terrestre (caiguda dels pits a la dona, pèrdua de la tonicitat muscular).[13]
- Pèrdua progressiva de la força muscular i de la vitalitat.
- Augment de la hipertensió arterial.[14][15]
- Pèrdua de la capacitat immunitària enfront d'agents contagiosos.
- Disminució del col·lagen de la pell i de l'absorció de proteïnes, aparició d'arrugues.
- Pèrdua progressiva dels sentits del gust, de l'olfacte i de l'audició.
- Degradació de la dentició. Dificultat de mastegar bé els aliments.
- Pèrdua progressiva de la libido, disminució de l'espermatogènesi en l'home; menopausa en la dona.

## Teories històriques de l'envelliment
No existeix una única teoria que expliqui les causes de l'envelliment. A causa de les observacions registrades sobre el canvi que experimenten els éssers vius amb l'edat són tan nombrosos que han donat origen a dotzenes de teories.
- Teoria del desgast d'òrgans i teixits També es diu la teoria del ritme de vida, i afirma que les cèl·lules del cos es van fent malbé a mesura que passa el temps degut al seu ús, com passa amb els components d'una màquina. Es coneix que les persones que han viscut forçant el seu cos o que han tingut un estil de vida poc saludable, han viscut menys. Els radicals lliures serien les substàncies responsables del desgast de les cèl·lules relacionades amb els estils de vida nocius, sobretot dels mitocondris, que no tenen capacitat de reparar el seu ADN.
- Teoria de la intoxicació per substàncies intrínseques. També s'anomena teoria de l'autointoxicació. Durant la vida s'acumulen substàncies de rebuig a l'interior o exterior de la cèl·lula com la lipofucsina i altres pigments, creatinina, colesterol en les plaques d'ateroma (ateroesclerosi) que són productes del metabolisme cel·lular. Està demostrat que aquestes substàncies no interfereixen en la fisiologia cel·lular.
- Teoria del trastorn glandular o endocrí: considera que els òrgans endocrins, com les gònades, són els responsables de l'envelliment a causa de les observacions d'eunucs, hipotiroïdals i diabètics, que envelleixen precoçment. Aquesta teoria no és certa perquè els trastorns endocrins són una conseqüència de l'envelliment i no la seva causa.

## Conseqüències sanitàries de l'envelliment
L'envelliment està associat amb dos processos que se superposen i que finalment porten a la mort de l'organisme. Aquests són la degeneració progressiva de les cèl·lules i la pèrdua de la capacitat regenerativa. Tant la degeneració com la regeneració de les cèl·lules són processos que tenen lloc en cadascuna de les etapes de la vida i romanen en un perfecte balanç, sota condicions normals, no patològiques. L'homeòstasi mitòtica permet que les cèl·lules danyades siguin reemplaçades preservant així la integritat funcional de teixits i òrgans. No obstant això, en l'envelliment aquest balanç s'inclina cap a la degeneració. Els mecanismes de degeneració estarien principalment relacionats amb la generació d'espècies reactives d'oxigen i a la glicosilació de proteïnes; tots dos processos estretament relacionats a factors ambientals. D'altra banda, la pèrdua de la capacitat de proliferació i regenerativa estaria determinada genèticament per l'escurçament dels telòmers i de processos de mort cel·lular.
Aquesta visió ressalta la importància i participació tant de factors exògens com endògens en l'envelliment, per la qual cosa és molt probable que l'envelliment de l'organisme no passi per un únic motiu, sinó que per la sumatòria de múltiples factors i processos, el balanç general del qual determina que l'individu envelleixi.
Finalment, les diferències genètiques i ambientals explicarien les expectatives de vida diferents que presenten entre si les diferents espècies i fins i tot els diferents individus d'una mateixa espècie.

## Envelliment actiu
Va ser definit el 1999 per l'Organització Mundial de la Salut (OMS) com "el procés d'optimització de les oportunitats de salut, participació i seguretat per tal de millorar la qualitat de vida a mesura que les persones envelleixen". Aquest concepte també va ser adoptat per la segona Assemblea Mundial de l'Envelliment, celebrada el 2002 a Madrid, Espanya.
El terme "actiu" es refereix a la participació contínua dels adults grans en forma individual i col·lectiva, en els aspectes socials, econòmics, culturals, espirituals i cívics, i no només a la capacitat per estar físicament en el laboral o participar en la mà d'obra.
Ara bé, en el pla operatiu, aquest concepte es refereix a l'empoderament dels adults grans en els aspectes biològics, psicològics i socials en què estan immersos, considerant canvis inherents a l'edat, riscos ambientals i psicosocials, així com les mesures preventives que poden aplicar.
Des de la Carta d'Ottawa de 1986 l'OMS difon el concepte de Promoció de la salut.

## Investigació

### Dieta
Es considera que la dieta mediterrània redueix el risc de malalties cardiovasculars i de mort prematura. Els principals factors que disminueixen el risc de mortalitat inclouen un augment en el consum de verdures, peix, fruites, fruits secs i àcids grassos monoinsaturats, com ara l'oli d'oliva.
A partir de 2021, no hi ha prou evidència clínica que la restricció calòrica o qualsevol altra dieta influeixi en el procés d'envelliment.

### Exercici
Les persones que realitzen exercicis físics de moderada a alta intensitat tenen una taxa de mortalitat menor que aquelles que no fan exercici. La major part dels beneficis de l'exercici físic s'assoleixen completant unes 3.500 equivalències metabòliques (EM) a la setmana. Per exemple, pujar escales durant 10 minuts, aspirar durant 15 minuts, treballar al jardí durant 20 minuts, córrer durant 20 minuts, així com caminar o anar en bicicleta durant 25 minuts cada dia, sumen aproximadament 3.000 EM a la setmana.
També s'ha establert que l'exercici físic és un mitjà eficaç per tractar la reducció de la funció neuromuscular provocada per l'envelliment. Una metanàlisi va mostrar que l'entrenament de força amb bandes elàstiques o peses millora significativament la força de pressió, la velocitat de marxa i la massa muscular esquelètica en pacients amb sarcopènia. A més, una altra anàlisi va demostrar que l'impacte positiu dels exercicis de força en la força muscular, la massa i la coordinació motriu redueix el risc de caigudes en persones grans, un factor clau per a una vida més llarga i saludable.

### Factors socials
Una metanàlisi va demostrar que la solitud augmenta el risc de mortalitat més que fumar.